# Kierspe
Kierspe is een stad en gemeente in de Duitse deelstaat Noordrijn-Westfalen, gelegen in de Märkischer Kreis. De gemeente telt 16.089 inwoners (31 december 2020) op een oppervlakte van 71,63 km².

## Geboren
- Roger Schmidt (13 maart 1967), voetballer en voetbaltrainer

## Afbeeldingen

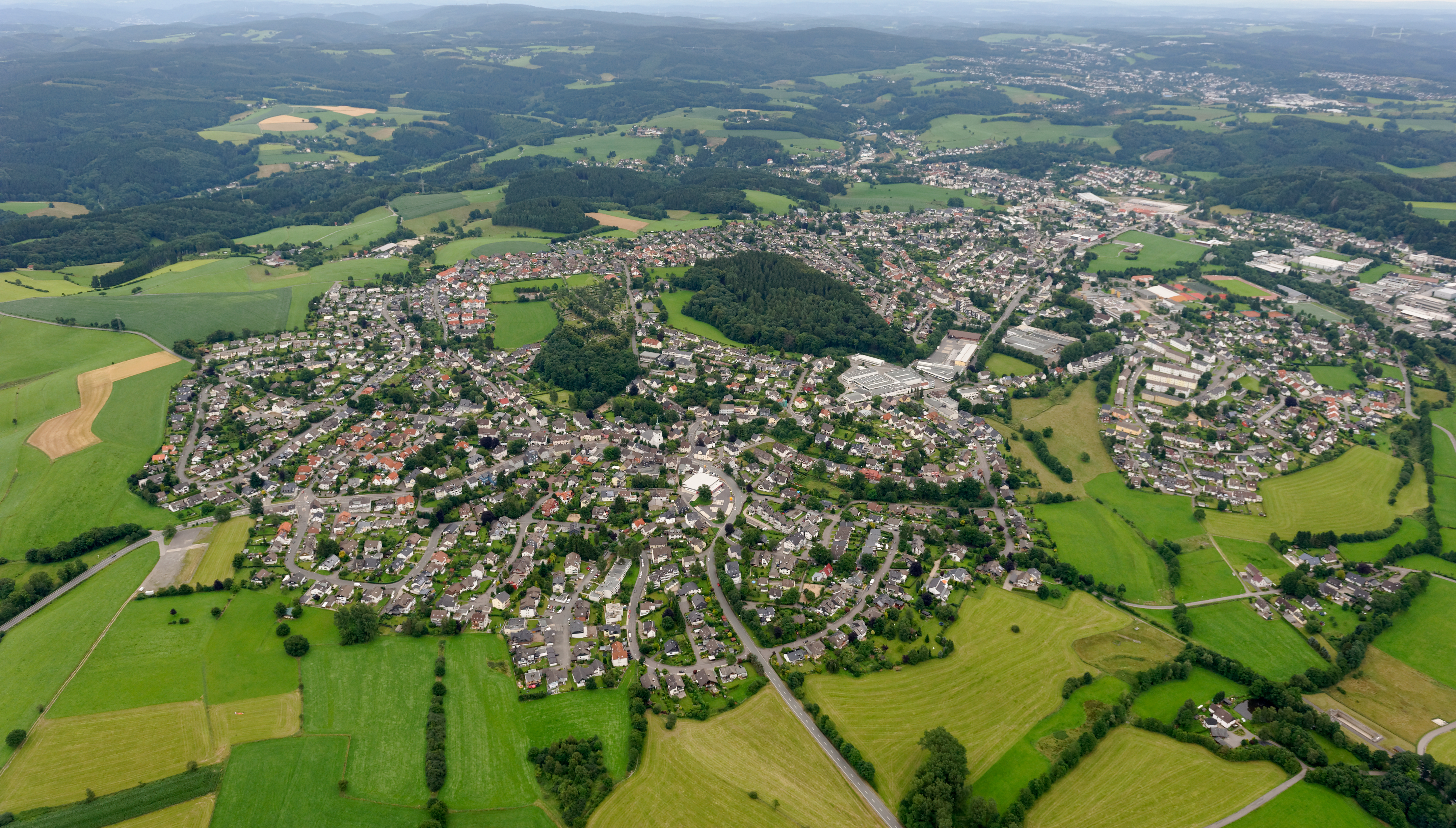
Gezicht op Kierspe
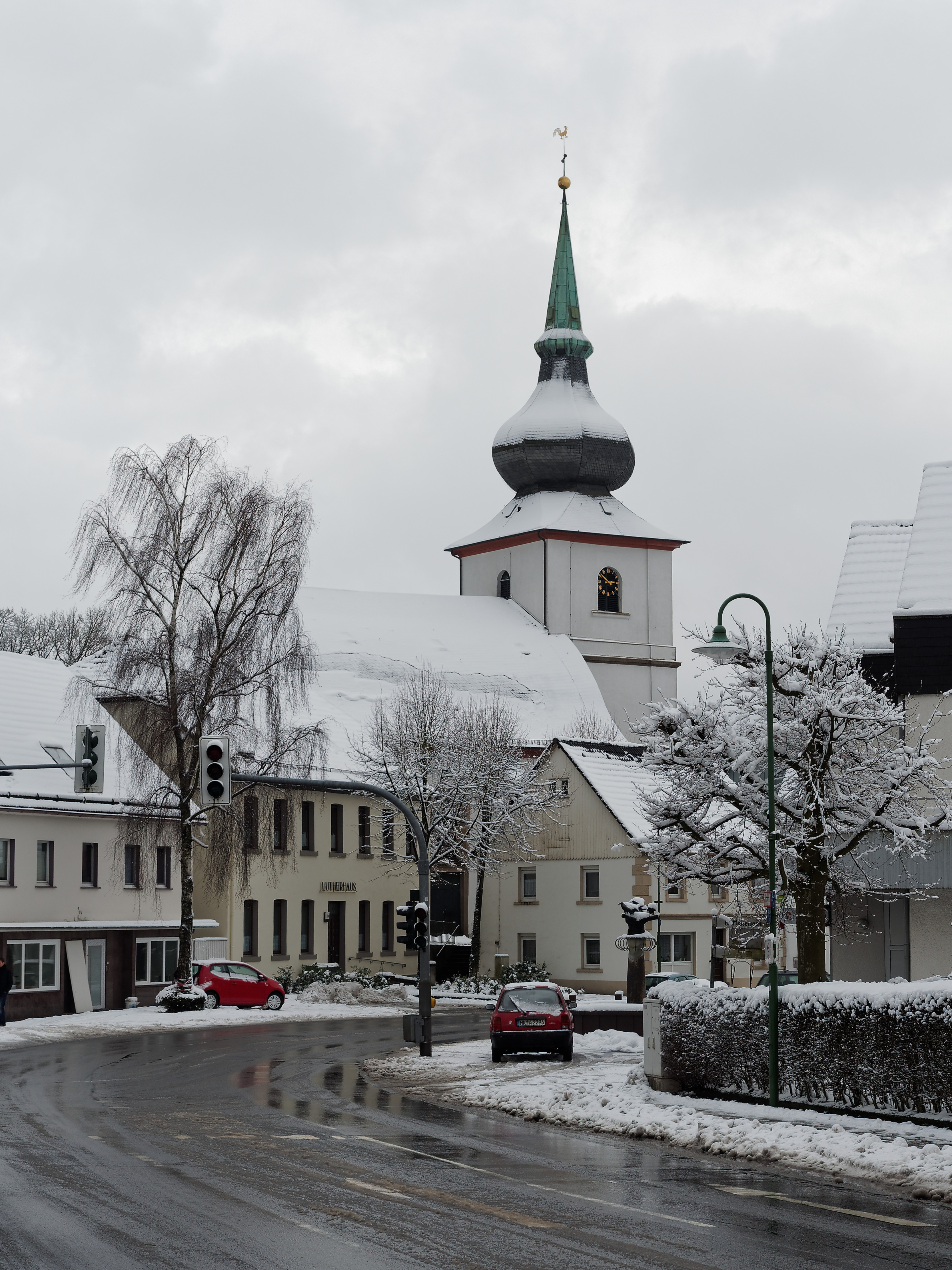
Margarethenkirche
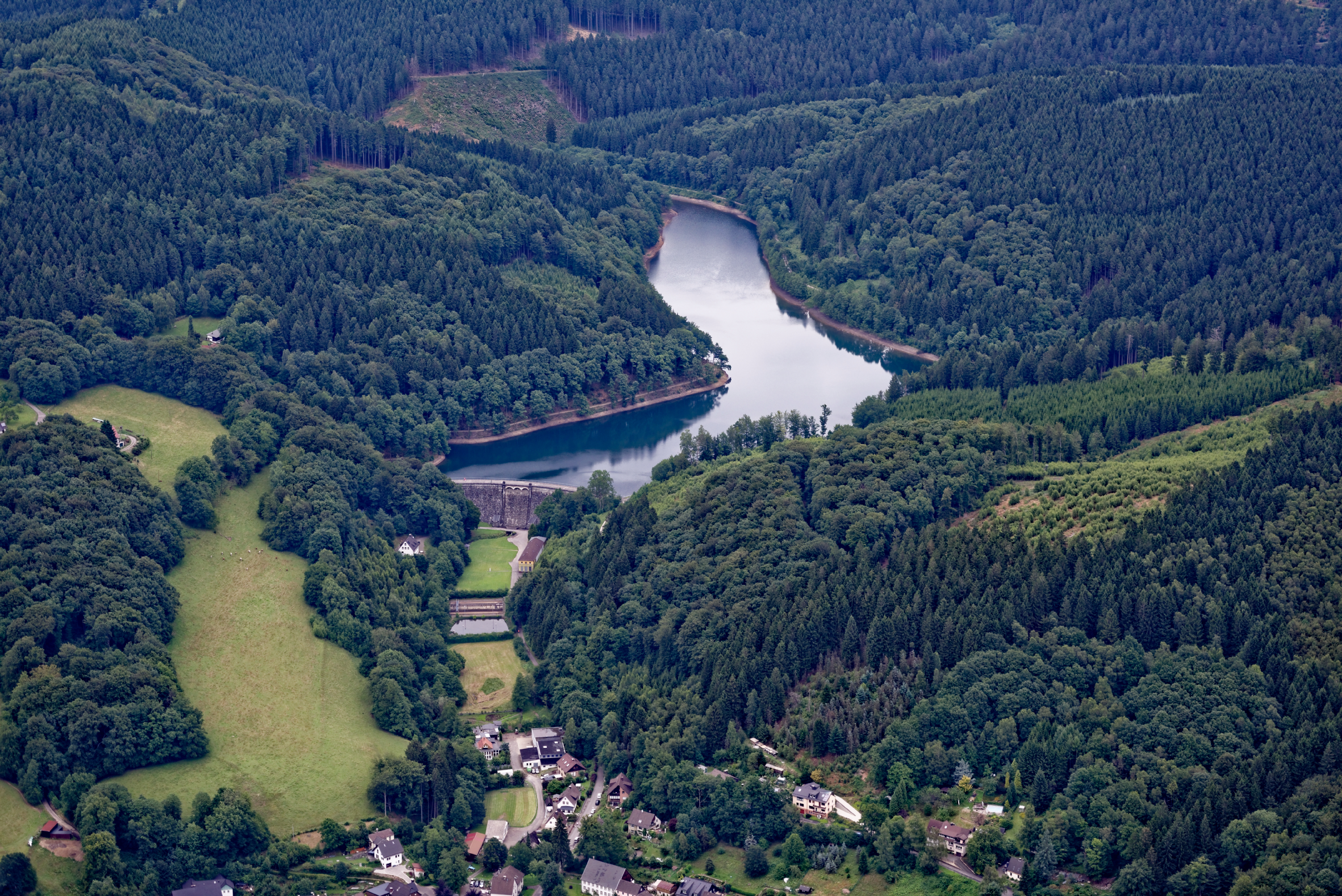
Jubachtalsperre
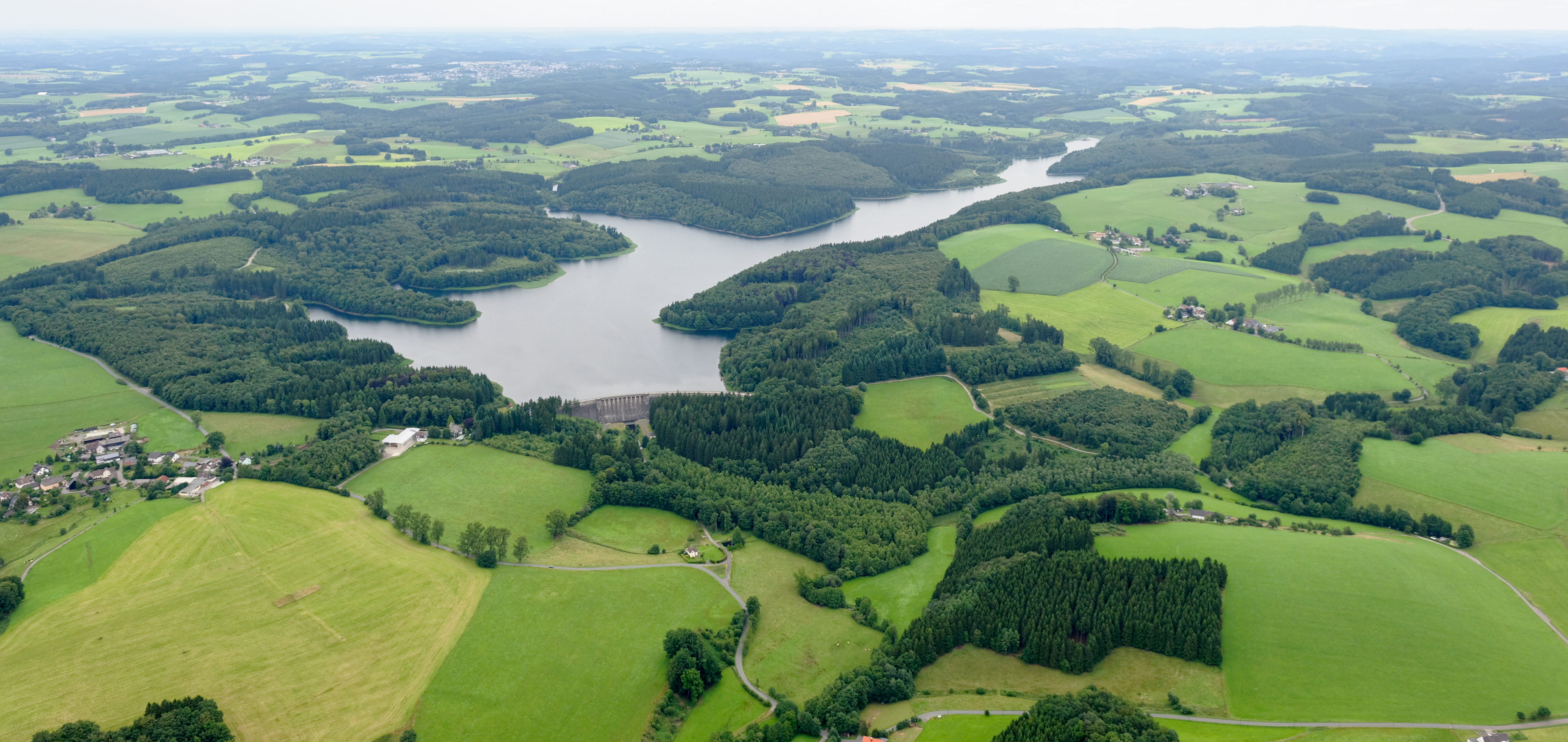
Kerspetalsperre

Altena · Balve · Halver · Hemer · Herscheid · Iserlohn · Kierspe · Lüdenscheid · Meinerzhagen · Menden · Nachrodt-Wiblingwerde · Neuenrade · Plettenberg · Schalksmühle · Werdohl